# Joannes Hauchin
Joannes Hauchin (Geraardsbergen, 1527 – Malines, 5 gennaio 1589) è stato un arcivescovo cattolico belga.

## Biografia
Nato nel 1527 a Geraardsbergen, studiò filosofia all'Università di Lovanio e teologia all'Università di Dole e all'Università di Douai. Il 24 gennaio 1583 venne nominato arcivescovo metropolita di Malines da papa Gregorio XIII e fu consacrato il 30 ottobre successivo nella cattedrale di Notre-Dame di Tournai dal vescovo Maximilien Morillon, insieme a Remi Drieux e François de Wallon-Capelle come co-consacranti. Mantenne l'incarico fino alla morte, avvenuta nel 1589 a Malines.

## Genealogia episcopale e successione apostolica
La genealogia episcopale è:
- Cardinale Juan Pardo de Tavera
- Cardinale Antoine Perrenot de Granvelle
- Vescovo Frans van de Velde
- Arcivescovo Louis de Berlaymont
- Vescovo Maximilien Morillon
- Arcivescovo Joannes Hauchin

La successione apostolica è:
- Vescovo Liévin van der Beken (1587)